# Torrecilla, Mexiko
Torrecilla är en ort i Mexiko.   Den ligger i kommunen Tepelmeme Villa de Morelos och delstaten Oaxaca, i den sydöstra delen av landet, 250 km sydost om huvudstaden Mexico City. Torrecilla ligger 2 121 meter över havet och antalet invånare är 123.
Terrängen runt Torrecilla är huvudsakligen kuperad, men söderut är den platt. Runt Torrecilla är det mycket glesbefolkat, med 3 invånare per kvadratkilometer. Närmaste större samhälle är San Miguel Tequixtepec, 11,6 km söder om Torrecilla. Trakten runt Torrecilla består i huvudsak av gräsmarker.